# Ann Helen Grande
Ann Helen Grande (* 20. September 1977 in Trondheim) ist eine frühere norwegische Biathletin.
Ann Helen Grande gab 1997 bei den Juniorenweltmeisterschaften in Forni Avoltri ihr internationales Debüt. Zusammen mit Linda Grubben und Gro Marit Istad-Kristiansen gewann sie Staffelgold. Im folgenden Jahr startete sie in Pokljuka erstmals im Biathlon-Weltcup und wurde auf Anhieb Zehnte in einem Einzel. Damit belegte sie gleich in ihrem ersten Rennen ihre beste Platzierung. In Antholz wurde sie zwei Jahre später mit der Staffel Sechste. 2001 startete sie erstmals in Haute-Maurienne bei den Europameisterschaften und erreichte als beste Platzierung einen elften Platz in der Verfolgung. Bei den Militärweltmeisterschaften am Ende der Saison wurde Grande in Jericho 15. im Sprint. Seit 2002 wurde sie vermehrt im Europacup eingesetzt und gewann zwei Rennen und kam in weiteren zehn Rennen aufs Podium. 2003 erreichte Grande mit der Staffel als Viertplatzierte ihr bestes Ergebnis. In Chanty-Mansijsk trat sie im selben Jahr bei ihren einzigen Biathlon-Weltmeisterschaften an. Im Sprint wurde sie nur 70., mit der Staffel für norwegische Verhältnisse enttäuschende Achte. 2004 beendete sie ihre Karriere.

## Biathlon-Weltcup-Platzierungen
Die Tabelle zeigt alle Platzierungen (je nach Austragungsjahr einschließlich Olympische Spiele und Weltmeisterschaften).
- 1.–3. Platz: Anzahl der Podiumsplatzierungen
- Top 10: Anzahl der Platzierungen unter den ersten zehn (einschließlich Podium)
- Punkteränge: Anzahl der Platzierungen innerhalb der Punkteränge (einschließlich Podium und Top 10)
- Starts: Anzahl gelaufener Rennen in der jeweiligen Disziplin

| Platzierung | Einzel | Sprint | Verfolgung | Massenstart | Staffel | Gesamt |
| ----------- | ------ | ------ | ---------- | ----------- | ------- | ------ |
| 1. Platz    |        |        |            |             |         |        |
| 2. Platz    |        |        |            |             |         |        |
| 3. Platz    |        |        |            |             |         |        |
| Top 10      | 1      |        |            |             | 4       | 5      |
| Punkteränge | 2      | 1      |            |             | 4       | 7      |
| Starts      | 5      | 14     | 2          |             | 4       | 25     |

## Weblink
- Ann Helen Grande in der Datenbank der IBU (englisch)

| Personendaten    | Personendaten          |
| ---------------- | ---------------------- |
| NAME             | Grande, Ann Helen      |
| KURZBESCHREIBUNG | norwegische Biathletin |
| GEBURTSDATUM     | 20. September 1977     |
| GEBURTSORT       | Trondheim              |